# Bahnstrecke Planá u Mariánských Lázní–Tachov
| Bahnhof Tachov |                      |                                      |                                      |
| Kursbuchstrecke (SŽ): | 184                  |                                      |                                      |
| Streckenlänge: | 11,736 km            |                                      |                                      |
| Spurweite: | 1435 mm (Normalspur) |                                      |                                      |
| Streckenklasse: | C3                   |                                      |                                      |
| Streckengeschwindigkeit: | 50 km/h              |                                      |                                      |
| |                      |                                      |                                      |
| \| \| \| von Cheb (vorm. KFJB) \| \| \| \| 0,000 \| odb. Karlín \| odb. Karlín \| \| \| \| nach Plzeň (–Wien FJB) (vorm. KFJB) \| \| \| \| 6,684 \| Lom u Tachova früher Lohm (b Tachau) \| 505 m \| \| \| 9,458 \| Tachov-Bíletín \| 510 m \| \| \| \| von Domažlice (vorm. LB Taus–Tachau) \| \| \| \| 11,736 \| Tachov früher Tachau \| 530 m \| |                      |                                      |                                      |
| Strecke |                      | von Cheb (vorm. KFJB)                | von Cheb (vorm. KFJB)                |
| Blockstelle | 0,000                | odb. Karlín                          | odb. Karlín                          |
| Abzweig geradeaus und nach links |                      | nach Plzeň (–Wien FJB) (vorm. KFJB)  | nach Plzeň (–Wien FJB) (vorm. KFJB)  |
| Haltepunkt / Haltestelle | 6,684                | Lom u Tachova früher Lohm (b Tachau) | 505 m                                |
| Haltepunkt / Haltestelle | 9,458                | Tachov-Bíletín                       | 510 m                                |
| Abzweig geradeaus und von links |                      | von Domažlice (vorm. LB Taus–Tachau) | von Domažlice (vorm. LB Taus–Tachau) |
| Kopfbahnhof Streckenende | 11,736               | Tachov früher Tachau                 | 530 m                                |

Die Bahnstrecke Planá u Mariánských Lázní–Tachov ist eine regionale Eisenbahnverbindung in Tschechien, die ursprünglich als Lokalbahn Plan–Tachau (tschech. Místní dráha Planá–Tachov) erbaut und betrieben wurde. Die Strecke zweigt bei Planá u Mariánských Lázní (Plan) von der Bahnstrecke Plzeň–Cheb ab und führt in Westböhmen nach Tachov (Tachau), wo sie in die Bahnstrecke Domažlice–Tachov einmündet.
Nach einem Erlass der tschechischen Regierung ist die Strecke seit dem 20. Dezember 1995 als regionale Bahn („regionální dráha“) klassifiziert.

## Geschichte
Am 25. Juli 1893 erhielt „der Bürgermeister Heinrich Swoboda im Namen der Stadtgemeinde Tachau im Vereine mit dem Bezirksobmanne Dr. Josef Böttger namens der dortigen Bezirksvertretung“ die Konzession „zum Baue und Betriebe einer als normalspurige Localbahn auszuführenden Locomotiveisenbahn von einem Puncte der Staatsbahnlinie Pilsen-Eger zwischen den Stationen Josefihütte und Plan-Tachau über Lohm, Buhlöding und Wittingreith nach Tachau“ erteilt. Das Aktienkapital der Gesellschaft betrug insgesamt 217.000 Kronen. Der Sitz der Gesellschaft war in Tachau.
Am 16. Januar 1895 wurde die Strecke eröffnet. Den Betrieb führte die Gesellschaft selbst aus.
Am 28. April 1913 wurde die Aktiengesellschaft in eine Gesellschaft mit beschränkter Haftung (Ges.m.b.H.) überführt.
Im Jahr 1925 ging die Lokalbahn Plan–Tachau in das Eigentum der ČSD über.

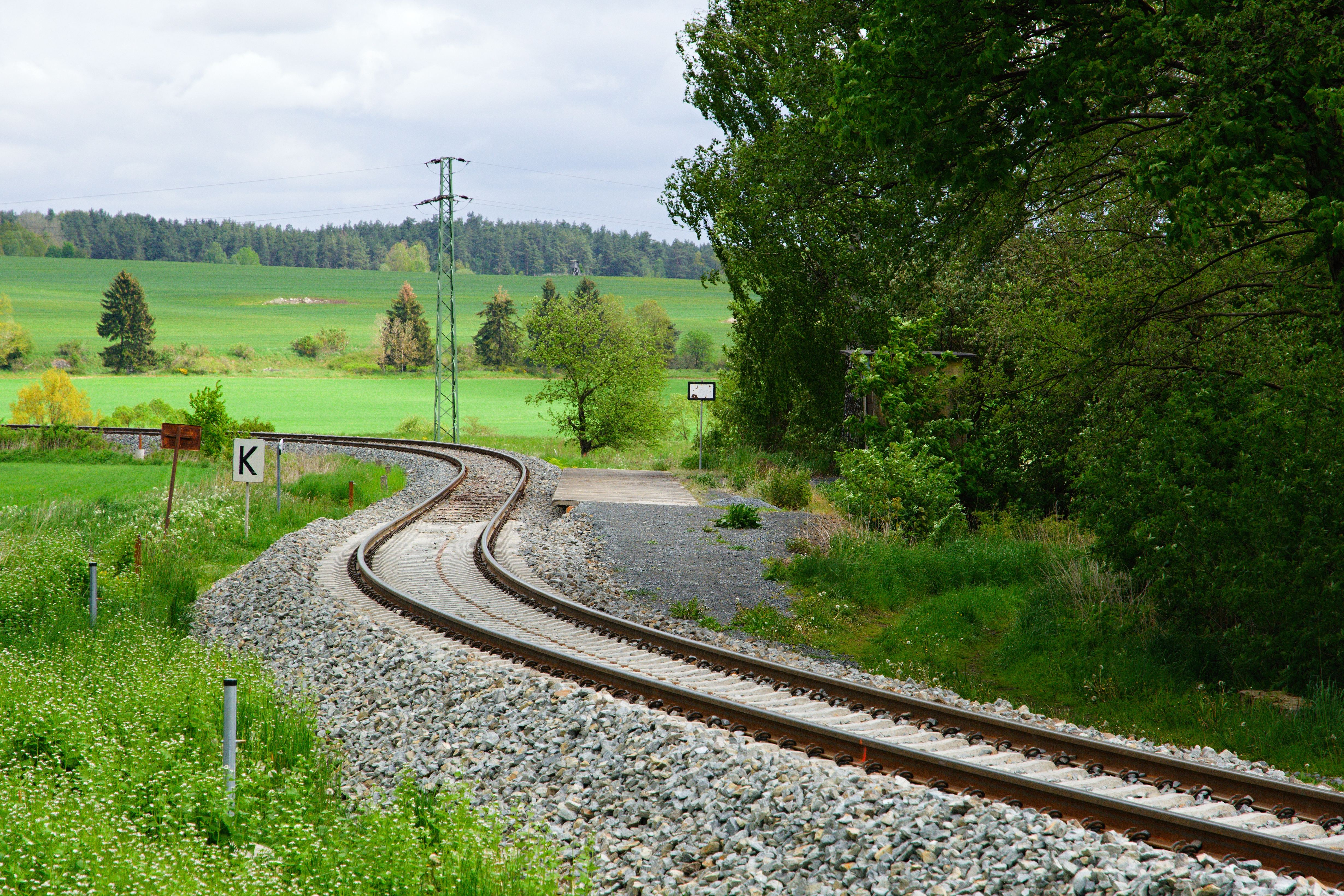
Haltestelle Tachov-Biletín (2016)

Nach der Angliederung des Sudetenlandes an Deutschland im Herbst 1938 kam die Strecke zur Deutschen Reichsbahn, Reichsbahndirektion Regensburg. Im Reichskursbuch war die Verbindung nun als KBS 422g Plan–Haid–Ronsberg–Stankau enthalten. Damit einher ging die endgültige Verstaatlichung und Auflösung der Lokalbahn Plan–Tachau. Das Gesetz vom 2. August 1940 „betreffend die Übernahme von Eisenbahnen im Reichsgau Sudetenland und in den in die Reichsgaue Oberdonau und Niederdonau eingegliederten Teilen der sudetendeutschen Gebiete auf das Reich“ regelte u. a. die Verstaatlichung von neun Lokalbahnen mit einer Gesamtlänge von 169,77 km, an denen der tschechoslowakische Staat bereits die Mehrheit der Aktienanteile besessen hatte.
Am 1. Januar 1993 ging die Strecke im Zuge der Auflösung der Tschechoslowakei an die neu gegründeten České dráhy (ČD) über. Seit 2003 gehört sie zum Netz des staatlichen Infrastrukturbetreibers Správa železniční dopravní cesty (SŽDC), heute: Správa železnic.
Im Fahrplan 2018 bedient die České dráhy die Strecke werktags etwa stündlich mit Personenzügen, die teilweise über Tachov hinaus bis Domažlice durchgebunden werden.
Die Elektrifizierung der Strecke ist im Rahmen der Dekarbonisierung des Eisenbahnbetriebs bis 2032 vorgesehen.

## Fahrzeugeinsatz

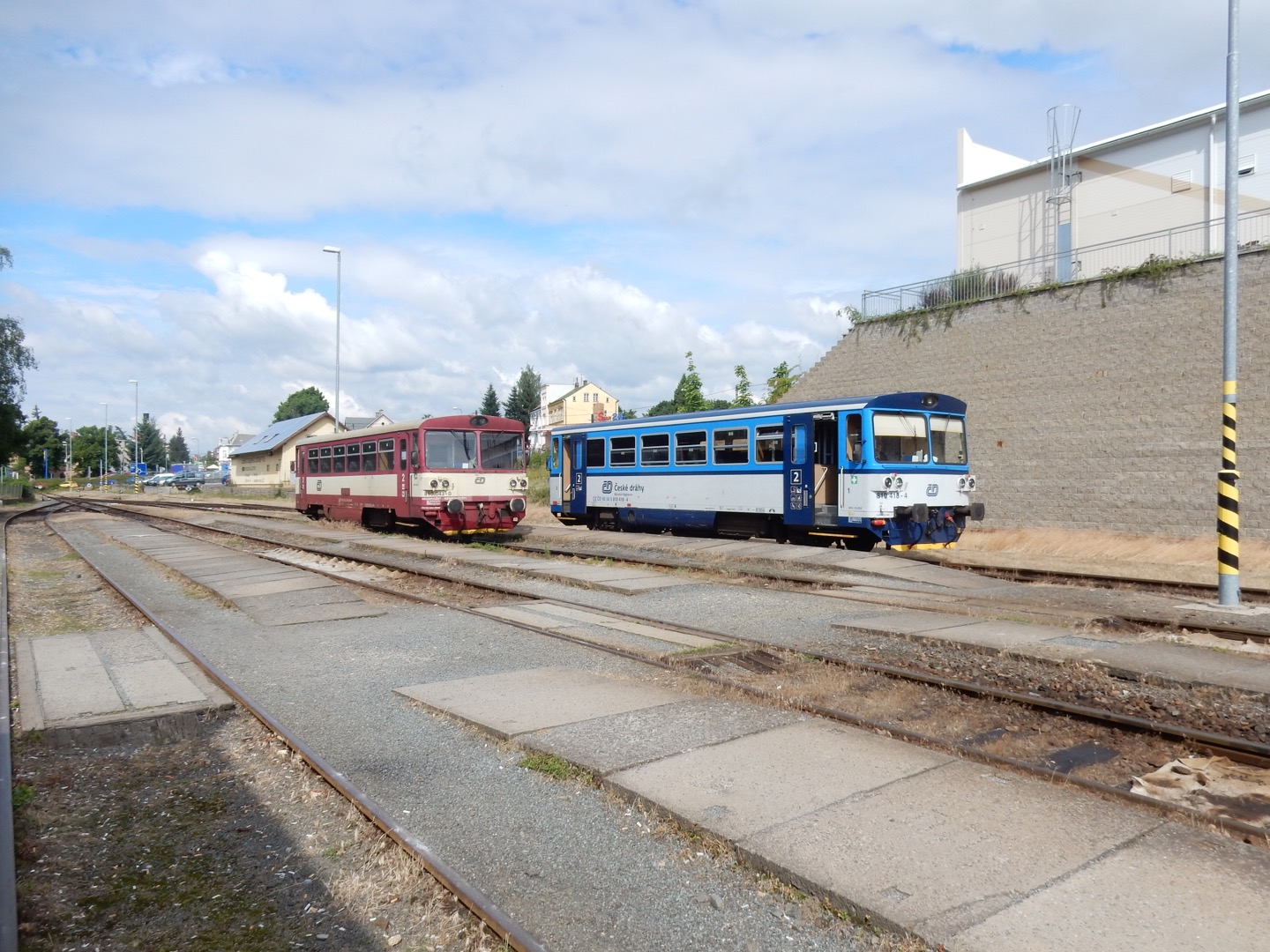
Triebwagen der Reihe 810 in Tachov (2017)

Auf Rechnung der Lokalbahn Plan–Tachau erwarb die kkStB zwei Lokomotiven der Reihe 97. Die Lokomotiven besaßen die Betriebsnummern 97.76 und 97.77.
Heute kommen Dieseltriebwagen der Baureihen 810 und 814 zum Einsatz.